# HK269
Der HK269 ist ein Granatwerfer des deutschen Waffenherstellers Heckler & Koch (H&K). Er kann entweder am Sturmgewehr befestigt werden oder als eigenständige Waffe abgefeuert werden und verschießt 40 × 46 mm Patronen.

## Technik und Verwendung
Er ist eine Weiterentwicklung des HK GLM, der für den Einsatz am HK416 oder HK417 entwickelt wurde.
Mit der Ausschreibung der Französischen Streitkräfte für das Beschaffungsprogramm Arme Individuelle Future (AIF) (‚Einzelschützenwaffe der Zukunft‘) am 14. Mai 2014 wurden neben einem neuen Sturmgewehr auch 40-mm-Granatwerferpatronen ausgeschrieben. Von der Direction générale de l’armement (DGA) wurde am 22. September 2016 der Großauftrag zu Lieferung an Heckler & Koch erteilt, der neben der Lieferung von über 100.000 Sturmgewehren des Typs HK416 A5 auch die Lieferung von 10.767 HK269F-Granatwerfern umfasste.